# Granatnik HK GMG
HK GMG (ang. Grenade Machine Gun; również GMW, niem. Granatmaschinenwaffe) – niemiecki granatnik automatyczny kalibru 40 mm (40 × 53 mm), produkowany przez przedsiębiorstwo Heckler & Koch.
Broń montowana jest m.in. w niemieckich wozach bojowych Fennek oraz Boxer.
Używane są także przez polskie Wojska Specjalne (ponad 50 sztuk). Uważany jest za konstrukcję o lepszych parametrach, niż szeroko rozpowszechniony amerykański granatnik Mk 19.